# Rathaus Wachwitz

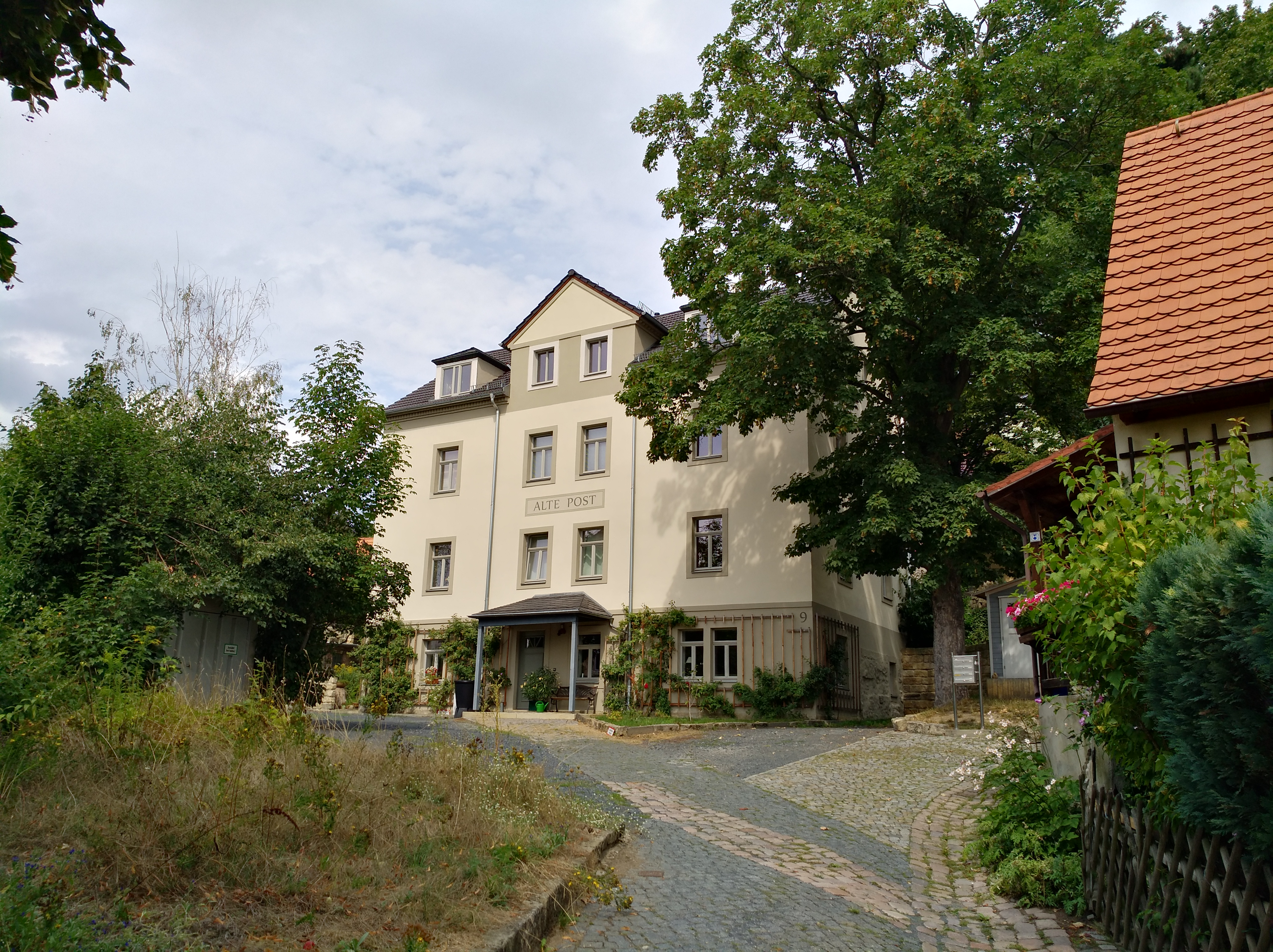
Ehemaliges Rathaus Wachwitz, nach Nutzungsaufgabe „Alte Post“ genannt, heute Wohnhaus (Zustand 2019).

Das Rathaus Wachwitz (korrekt: das Gemeindeamt Wachwitz) war von 1901 bis 1930 das Rathaus der bis dahin selbstständigen Gemeinde Wachwitz im Osten von Dresden. Nach 1930 befand sich in ihm noch bis Anfang der 1990er Jahre das Postamt, der Sitzungssaal des Gemeinderates war ab der 1950er Jahre bis 1989 Sitzungsraum des Wohnbezirksausschusses (WBA) der Nationalen Front. Seit seiner Sanierung ist es ein reines Wohnhaus.

## Geschichte
Auf der Grundlage der sächsischen Verfassung wurde das Ende der z. T. aus dem Mittelalter bestehenden Lehnsverbände durch Gesetz 1834 abgeschafft und auch die bis dahin für Wachwitz bestehende Rittergutsherrschaft endete zu diesem Zeitpunkt. Für die ab dem 1. Mai 1839 geltende Sächsische Landgemeindeordnung von 1838 wurden auf deren Grundlage erstmals Gemeindevorsteher und Gemeindeältester, d. h. eine eigene Gemeindeselbstverwaltung eingeführt. Dazu fand am 23. März 1839 erstmals in der Gaststätte Königs Weinberg die Gemeindewahl statt. An diesem Tag erschienen 63 stimmberechtigte Gemeindemitglieder, die durch Beschluss in vier Klassen aufgeteilt wurden, um diese durch Ausschusspersonen im Gemeinderat vertreten zu lassen. Die 1. Klasse bildeten die Grundstücksbesitzer (die 3 Ausschusspersonen wählten), die 2. Klasse die Gärtner und Weinbergbesitzer (sie wählten 4 Ausschusspersonen), die 3. die Häusler (Einwohner, die nur ein Haus, aber kein Feld besaßen, 3 Personen) und schließlich die unansässigen Gemeindeglieder (zumeist das Gesinde, 2 Ausschusspersonen). Dieser so gebildete Gemeindeausschuss wählte anschließend den Gemeindevorstand, bei dem der Zimmermeister Johann Gottlob Hanke die meisten Stimmen erhielt. Zum Gemeindeältesten als zweite Spitze der Gemeinde wurde der Mühlenbesitzer Johann Gottlob Lehmann gewählt.
Dem nach der Wahl vereidigten Gemeindevorstand unterstand die Verwaltung der Gemeinde mit Armenpflege und Kassen- und Aktenführung, der ebenfalls vereidigte Gemeindeälteste übernahm die Aufsicht über das Schulwesen und die Ortspolizei. 
1849 wurden bei der Revision der Landgemeindeordnung beide Ämter zusammengelegt, 1884 die Klasseneinteilung auf drei Klassen reduziert (Wirtschafts-, Weinbergs-, Gärtner, Villenbesitzer – 6 Personen; Hausbesitzer mit bis zu 1000 m² Grundbesitz – 4 Personen; Unansässige – 2 Personen), 1912 wurde sie auf zwei Klassen reduziert und am 10. November 1918 schließlich abgeschafft und das allgemeine, gleiche und direkte Wahlrecht eingeführt. 
Ab 1901 führte der Gemeindevorstand die Amtsbezeichnung Bürgermeister, dies waren 1901–1926 Paul Walther (Gemeindevorstand seit 1900) und 1926–1930 Alfred Rückauer.
Die Verwaltung selbst war bis 1901, wie damals üblich, vor allem in den Räumen des jeweiligen Gemeindevorstandes untergebracht; der Gemeinderat tagte in Räumen von Gaststätten, vorwiegend am Ort seiner Gründung in „Königs Weinberg“. Paul Walther als Gemeindevorstand hatte von seinem Amtsantritt 1900 an das Ziel, die inzwischen zersplitterte Gemeindeverwaltung zusammenzuführen und für die durch Zuzug erheblich angewachsene Bevölkerung eine der Zeit entsprechende Gemeindeverwaltung zu bieten.
Während die Zwangseingemeindungen 1921, bei denen 22 Dörfer zu Dresden kamen (u a. auch das benachbarte Loschwitz), kein Thema in Wachwitz war, wurde die Eingemeindung erstmals im November 1928 Gegenstand einer Gemeinderatssitzung nach einem ersten Vorstoß der Stadt Dresden im Oktober des gleichen Jahres. Die nach langen Verhandlungen zunächst für 1. Januar 1930 angestrebte Eingemeindung konnten die Gegner noch einmal verzögern, jedoch nicht mehr verhindern: Am 13. Oktober 1930 fand die letzte Sitzung des Gemeinderates statt, in dessen Sitzungssaal im Rathaus Wachwitz übergab am 15. Oktober in einem Festakt der Wachwitzer Bürgermeister Alfred Rückauer die Gemeindegeschäfte an den anwesenden Dresdner Oberbürgermeister Bernhard Blüher.

## Gebäude

### Nutzung bis zur Eingemeindung
1901 entstand nach dem Abriss von „Leischkes Hof“ (später: Dorfplatz 9, heute (2018): Altwachwitz 9; Karl Gottlob Leischke war von 1858 bis 1863 selbst Gemeindevorstand) die Möglichkeit, ein eigenes Gemeindeamt einzurichten. Städtebaulich zwar unglücklich gelegen, wurde das geräumige Gebäude neben Dienstwohnungen für die Räume der Gemeindeverwaltung, die Ortssteuereinnahme, die Schulkasse und das Ortsgericht eingerichtet. Von der rückwärtigen Seite zugängig befand sich in ihm auch der Versammlungsraum für den Gemeinderat. Der „Tagwächter“, d. h. der Ortspolizist, wohnte hingegen im Seitengebäude des Gemeindeamtes (heute (2018): Altwachwitz 9a), wo sich auch die Arrestzelle befand. Auch das Feuerlöschdepot mit Depotturm fand seinen endgültigen Platz auf dem Grundstück des Gemeindeamtes.
1906 eröffnete hier anlässlich der Silberhochzeit von Kaiser Wilhelm II. und Kaiserin Auguste Viktoria die „Volksbibliothek“ von Wachwitz.
Als weitere Nutzungen folgten später, die zusätzlich im Haus untergebracht wurden, die Verbandssparkasse, die Girokasse, das Einwohnermelde- und das Wohnungsamt.

### Nach der Eingemeindung
Am 1. Februar 1914 wurde in Wachwitz ein Kaiserliches Postamt eröffnet, das wenige Monate später ebenfalls in das Rathaus einzog, jedoch von 1918 bis 1931 in einem anderen Gebäude (damalige Pillnitzer Straße 14) untergebracht war. 1931 zog das Postamt in das nunmehr nicht mehr benötigte Gemeindeamt ein: Es war ab 1931 „Postamt Dresden-Wachwitz“, nach Einführung der Postleitzahlen „Postamt Dresden N 55“, ab 1966 „Postamt Dresden N 55 – 8054“ und schließlich noch bis 1991 als Nebenstelle des Postamtes von Loschwitz „Postamt Dresden 54“.
Mit der Schließung des Postamtes endete die öffentliche Nutzung des Gebäudes, es befindet sich nunmehr in Privathand und wird als Wohnhaus genutzt, wie auch das ehemalige Nebengebäude. Seit der Sanierung trägt es auf seiner Schauseite die Aufschrift Alte Post.
Auf Grund der vielfachen Umnutzung steht das Rathaus Wachwitz, wie auch dessen ehemaliges Nebengebäude, nicht unter Denkmalschutz.